# 태을초등학교
태을초등학교는 대한민국 경기도 군포시에 있는 공립 초등학교이다.

## 학교 연혁
- 1994년 10월 1일: 개교
- 2015년 9월: 이윤선 교장 취임
- 2024년 10월 1일: 개교 30주년

## 참고 자료
- 태을초등학교 - 한국교육학술정보원 학교알리미